# Centre 200
Das Centre 200 ist eine Mehrzweckhalle in der kanadischen Stadt Sydney, Seeprovinz Nova Scotia. In der Halle werden gegenwärtig die Heimspiele des Eishockeyteams Cape Breton Eagles ausgetragen, die in der Ligue de hockey junior majeur du Québec (QMJHL) spielen. Seit 2016 spielen die Cape Breton Highlanders in der 2011 neugegründeten NBL Canada im Centre 200. Die Arena hat eine Sitzkapazität für 4.670 Personen. 

## Geschichte
Das Centre 200 war 1987 eine wichtige Sportstätte der Canada Winter Games. Die Halle wurde zu Ehren der bis dato 200-jährigen Gründung der Stadt Sydney benannt. Das Gebäude war somit ein Jahrhundertprojekt für die Stadt. Von 1988 bis 1996 war dort bis zum Umzug nach Hamilton, Ontario, das Eishockeyteam Cape Breton Oilers beheimatet, die in der American Hockey League spielten. In den Jahren 1993 und 1994 war das Basketballteam der Cape Breton Breakers aus der kurzlebigen NBL Canada dort ansässig. 

## Galerie

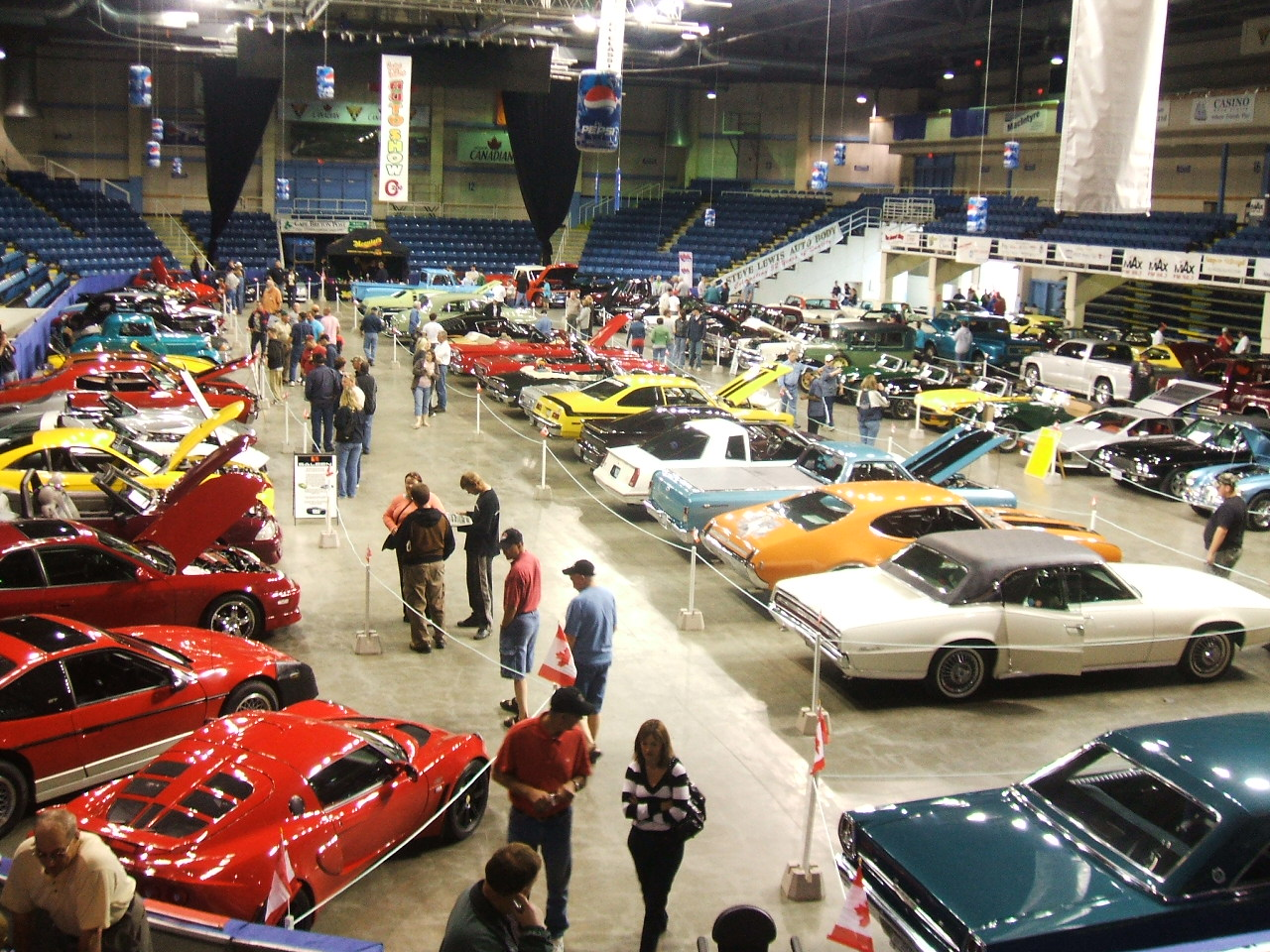
Eine Autoausstellung im Centre 200 (2008)
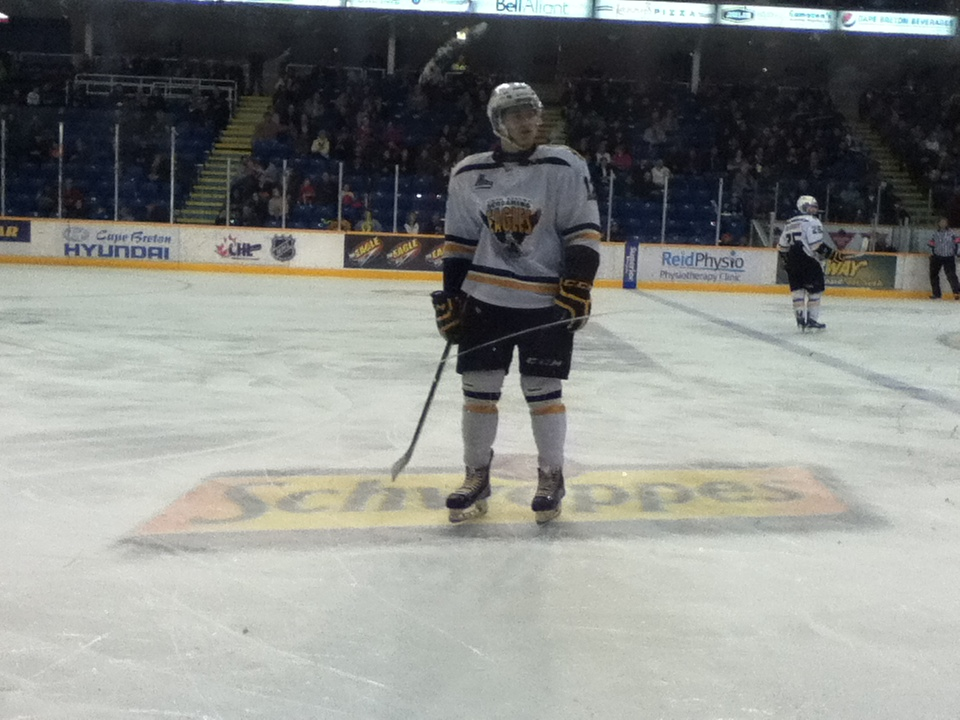
Spiel der Cape Breton Screaming Eagles im Centre 200 (2014)